# أسد بلفور

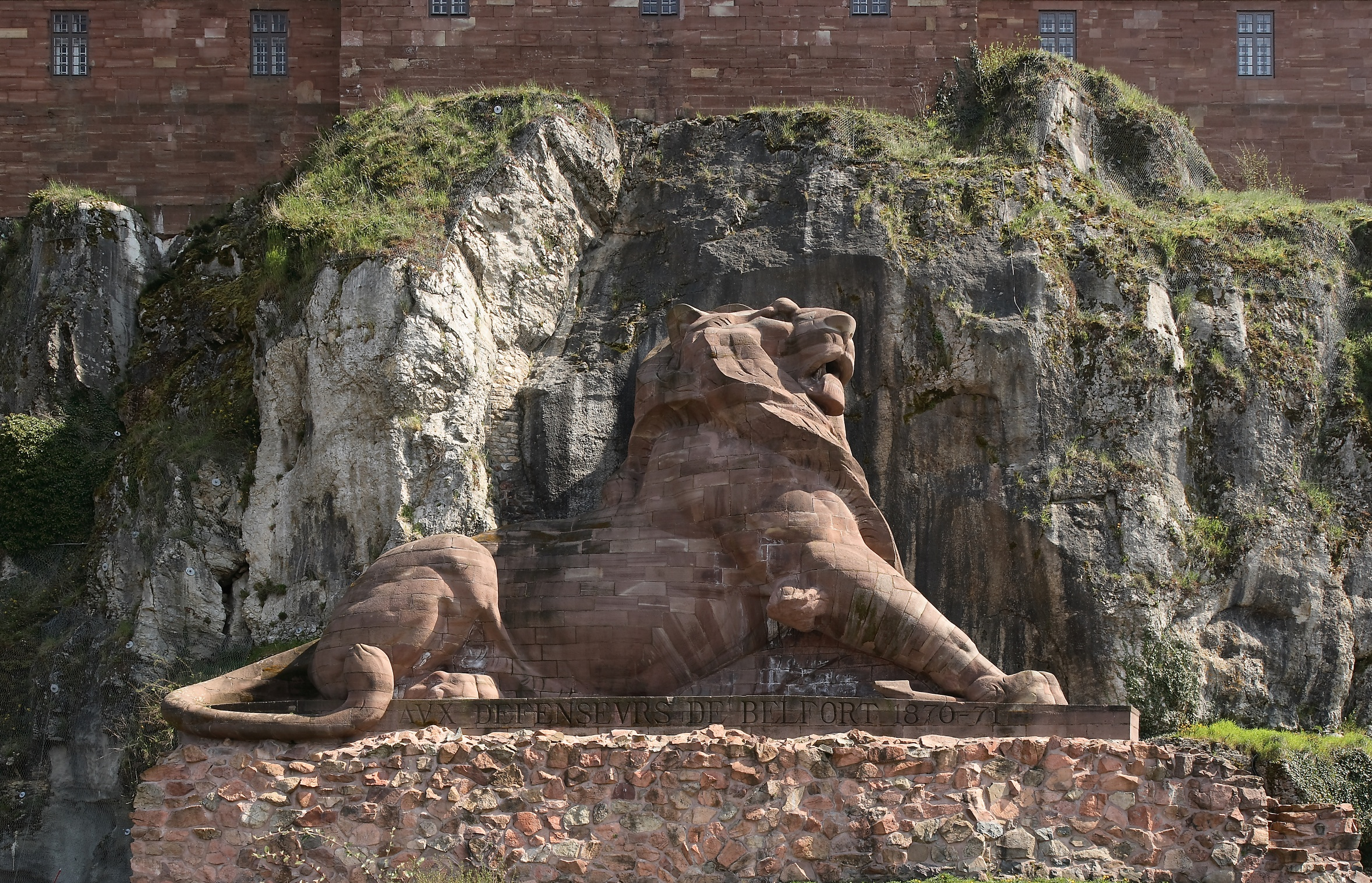
أسد بلفور

أسد بلفور (بالفرنسية: Lion de Belfort)‏ هو تمثال أو منحوتة لفردريك بارتولدي الذي صمم تمثال الحرية القابع قبالة شواطئ مدينة نيويورك الأمريكية، وهو موجود في مدينة بلفور في شرقي فرنسا قرب فتحة تفصل بين جبال الفوج والجورا.
تم الانتهاء منه في العام 1880 وصنع بالكامل من الحجر الرملي الأحمر، وقد تم صنع أجزاءه بشكل فردي ثم أعيد تجميعها تحت قلعة المدينة القديمة، يبلغ طوله 22 متراً وارتفاعه 11 متراً. ويستند بظهره إلى الصخرة المشرفة على المدينة.
يجسد الأسد شجاعة وبسالة مدينة بلفور وأهلها خلال الهجوم الذي استمر 103 يوماً من قبل بروسيا (من ديسمبر 1870 إلى فبراير 1871)، حيث قام بحماية المدينة السكان (17.000 شخص فقط منهم 3.500 كانوا عسكريين) بقيادة الكولونيل دنفار روشرو الذي كان يحث على هذا الصمود من قرابة 40.000 جندي بروسي غازي.
يوجد نظير برونزي مصغر من الأسد في «ساحة دنفار روشرو» في باريس حيث يبدو وكأنه يراقب حركة المرور الباريسية، وكذلك نسخة أخرى في حديقة النباتات في مونتريال، كندا.

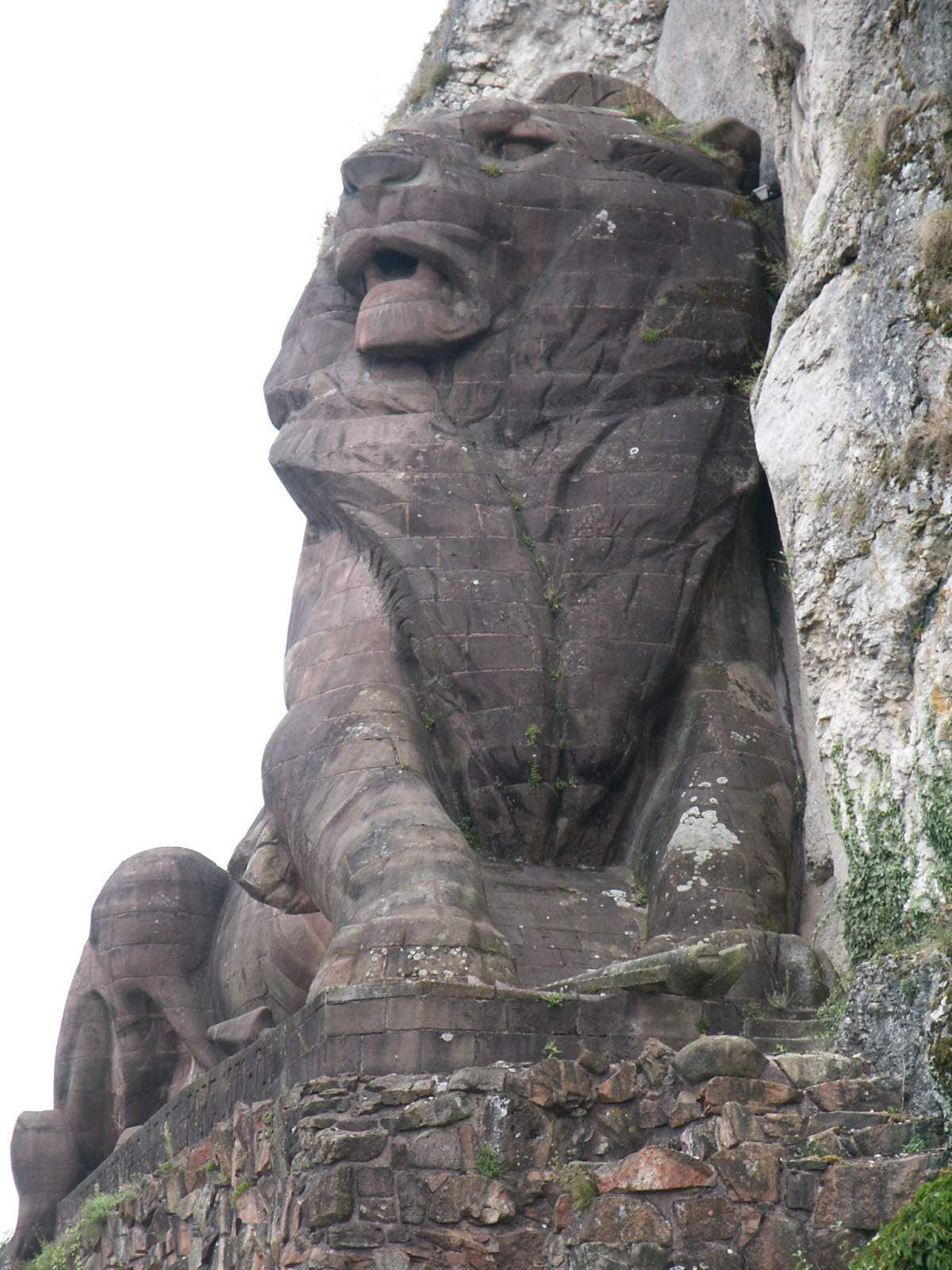
وجه الأسد
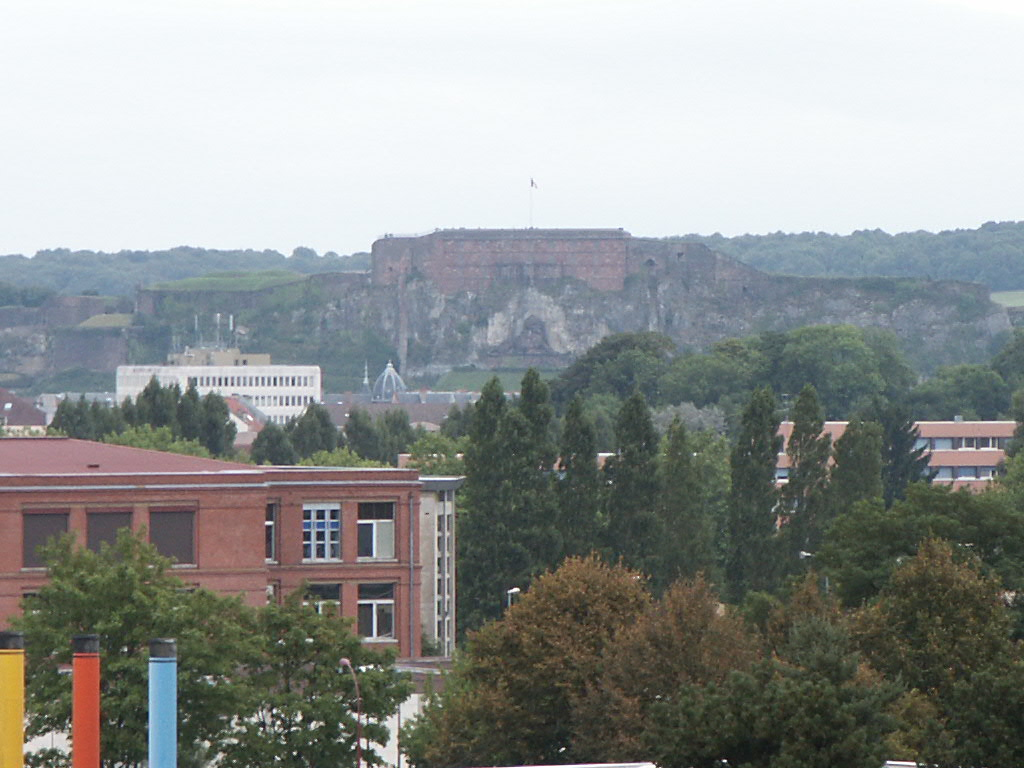
صورة أخذت من مسافة توضح موقع الأسد في المدينة
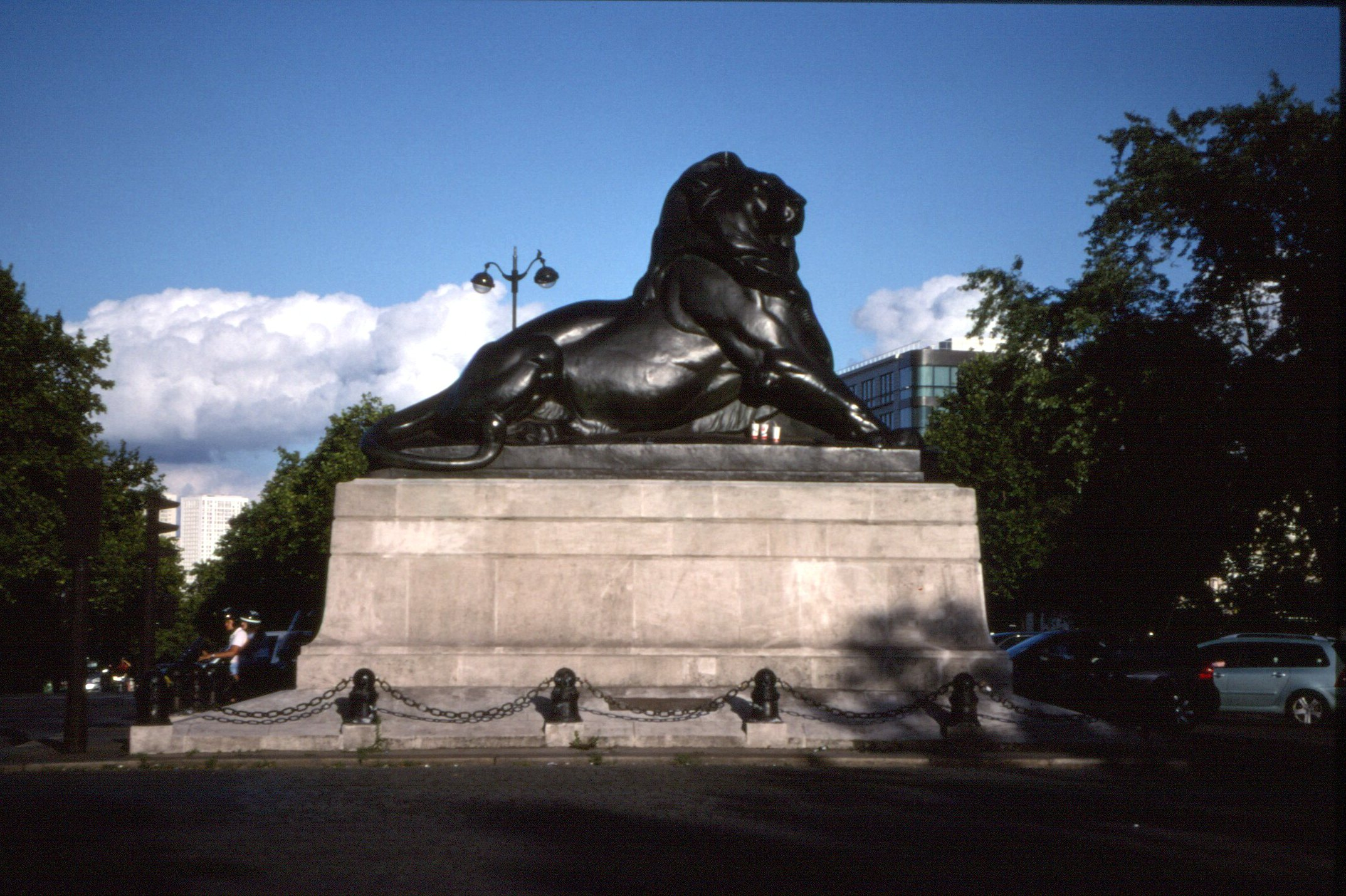
نسخة برونزية في باريس